# NGC 1879
NGC 1879 este o galaxie spirală situată în constelația Porumbelul. A fost descoperită în 18 noiembrie 1835 de către John Herschel. Se află la o distanță de 15,7 megaparseci de Pământ.